# Reymondia
Reymondia es un género de molusco gasterópodo de la familia Thiaridae en el orden de los Mesogastropoda.

## Especies
Las especies de este género son:
- Reymondia horei (Smith, 1880)[1]
- Reymondia minor Smith, 1889[2]
- Reymondia pyramidalis Bourguignat, 1888[1]
- Reymondia tanganyicensis Smith, 1889[1]